# Вярянис, Повилас
Повилас Вярянис (лит. Povilas Verenis, родился 29 июля 1990 в Электренае) — литовский хоккеист, нападающий. В настоящее время является игроком клуба «Хоккей Панкс», выступающего в чемпионате Литвы.

## Клубная карьера
Воспитанник школы электренайской «Энергии». С 2005 по 2007 годы выступал в Белорусской хоккейной экстралиге за лиепайский «Металлург», в сезоне 2007/2008 играл за океаном в Восточноамериканской хоккейной лиге за «Довер Сивулфс». Сезон 2008/2009 проводил в электренайской «Энергии», через год перешёл в ХК ВМФ (сыграл три матча), затем снова вернулся в «Энергию». С 2011 по 2013 годы в чемпионате Белоруссии Повилас выступал за тот же лиепайский «Металлург», в сезоне 2012/2013 он в 30 матчах набрал 22 очка (9 шайб и 13 голевых передач). Затем он переехал в Казахстан, где сначала играл за команду «Арыстан» в Кубке Казахстана, а затем перешёл в стан «Горняка». Вернувшись домой, Вярянис отыграл в «Энергии» ещё три сезона, после чего уехал в Германию.

## Карьера в сборной
В сборной дебютировал в 2007 году на чемпионате мира в первом дивизионе. Лучшим индивидуальным достижением является участие в чемпионате мира 2010 года в первом дивизионе с одной заброшенной шайбой и пятью  голевыми передачами. Вярянис также участвовал в квалификации к Олимпийским играм 2014 года.

## Награды
- Победитель первого дивизиона чемпионата мира 2018 года (сборная Литвы)
- Лучший нападающий чемпионата Литвы 2020-21